# Imaña
Imaña es un despoblado español del municipio de Valle de Tobalina, perteneciente a la provincia de Burgos, en la comunidad autónoma de Castilla y León.

## Historia
Hacia mediados del siglo XIX, el lugar, por entonces perteneciente al ayuntamiento de Quintana Martín Galíndez, tenía contabilizada una población de diecinueve habitantes. Aparece descrito en el noveno volumen del Diccionario geográfico-estadístico-histórico de España y sus posesiones de Ultramar de Pascual Madoz con las siguientes palabras:

IMAÑA: v. del valle de Tobalina, en la prov., dióc., aud. terr. y c. g. de Burgos (14 leg.), part. jud. de Villarcayo (5), y ayunt. de Quintana Martín Galíndez (1). sit. en medio de dicho valle, a la falda de una eminencia llamada la Montañuela, cuyo clima es templado y sano, siendo las enfermedades más comunes los constipados. Tiene 10 casas; una fuente insignificante dentro de la pobl., una igl. parr. (San Esteban Protomartir) aneja de la de Lomana, servida por un cura parr. y un sacristán, y un cementerio junto á la misma igl. Confina el term. N. la dicha Montañuela; E. Santocildes; S. Lomana, y O. Lozares. El terreno es de mediana calidad, y corre por el un pequeño arroyo que se desprende de la citada eminencia y pasa contiguo al pueblo. caminos: los comunales. prod.: trigo y otros granos en poca cantidad. ind.: la agrícola. pobl.: 5 vec., 19 alm. cap. prod.: 10,400 rs. imp.: 331.
(Madoz, 1847, p. 423)

El despoblado, en ruinas, pertenece en la actualidad al municipio de Valle de Tobalina.

## Patrimonio
Había en el lugar una iglesia de San Esteban Protomártir.